# Tsuki to Laika to Nosferatu
Tsuki to Laika to Nosferatu (яп. 月とライカと吸血姫 Цуки то Райка то Носуфэрату, «Луна, Лайка и Носферату») — ранобэ, написанное Кэйсукэ Макино и проиллюстрированное художником под псевдонимом Карэй. Издавалось компанией Shogakukan под импринтом GaGaGa Bunko с 25 декабря 2016 года по 19 октября 2021 года. Одноимённую манга-адаптацию, иллюстрируемую Содзихогу, запустили на сайте Comic Days издательства Kodansha 8 марта 2018 года. Аниме-адаптация режиссёра Акитоси Ёкоямы, снятая на студии Arvo Animation, транслировалась с 3 октября по 19 декабря 2021 года.

## Сюжет
Действие разворачивается в мире альтернативной истории в эпоху космической гонки между двумя сверхдержавами — Союзом Цирнитрийских Социалистических Республик и Соединённым Королевством Арнак. Первая использует в качестве космонавта вампиршу Ирину Луминеск, ведь над нечеловеком можно ставить любые опыты, всеми силами приближая успех проекта «Мечта». Вторая же пилотом ракеты агентства ANSA видит нечеловека-гения с фотографической памятью Кайэ Скарлетт, которую также подвергают дискриминации. Достигнут ли девушки Луны и если да — то кто из них первой?

## Персонажи

### СЦСР
- Ирина Луминеск (яп. イリナ・ルミネスク Ирина Руминэсуку) — семнадцатилетняя вампирша, пилот космического корабля. Тестовый объект плана «Носферату». Презирает людей за то, как они обращаются с вампирами. Люди же убили её родителей во время мировой войны.

Сэйю: Мэгуми Хаясибара
- Лев Лепс (яп. レフ・レプス Рэфу Рэпусу) — 21-летний младший лейтенант ВВС, кадет запаса в космонавты. Обладает развитым чувством справедливости.

Сэйю: Коки Утияма
- Михаил Яшин (яп. ミハイル・ヤシン Михаиру Ясин) — 25-летний младший лейтенант ВВС, кадет в космонавты. Самый старший в отряде, ведёт себя соответствующе. Первый претендент на место пилота.

Сэйю: Сатоси Хино
- Роза Плевицкая (яп. ローザ・プレヴィツカヤ Ро:за Пурэвицукая) — 22-летняя младшая лейтенант ВВС, кадет в космонавты. Прозвище: «Белая роза Санграда» (столицы СЦСР), бывший пилот-ас. Строга к остальным кадетам. Со времён лётного училища ощущала по отношению к себе как к девушке дискриминацию со стороны курсантов-мужчин, и поэтому изо всех сил старалась доказать, что может их превзойти.

Сэйю: Микако Комацу
- Аня Симонян (яп. アーニャ・シモニャン А:ня Симонян) — наблюдатель, приставленный к Ирине. Энергичная розоволосая девушка. Исследует поведение и образ жизни вампиров, поэтому общается с Ириной без предубеждений.

Сэйю: Хина Кино

### ANSA
- Кайэ Скарлетт (яп. カイエ・スカーレット Каиэ Сука:рэтто)
- Барт Файфилд (яп. バート・ファイフィールド Ба:то Файфи:рудо)

## Ранобэ
Первый том ранобэ Tsuki to Laika to Nosferatu был издан Shogakukan 20 декабря 2016 года. Первые два тома сфокусировались на обитателях закрытого Цирнитрийского города Лайка-44, где готовят будущих космонавтов. С третьего тома действие перенеслось в Западное полушарие и город Нью-Марсейль, впоследствии сведя всех персонажей вместе. Заключительный, седьмой том, поступил в продажу 19 октября 2021 года.
| №                                                                                        | Дата публикации     | ISBN                   |
| ---------------------------------------------------------------------------------------- | ------------------- | ---------------------- |
| 1                                                                                        | 20 декабря 2016 г.  | ISBN 978-4-09-451647-0 |
| 2                                                                                        | 18 апреля 2017 г.   | ISBN 978-4-09-451672-2 |
| 3                                                                                        | 20 февраля 2018 г.  | ISBN 978-4-09-451720-0 |
| 4                                                                                        | 19 сентября 2018 г. | ISBN 978-4-09-451752-1 |
| 5                                                                                        | 21 августа 2019 г.  | ISBN 978-4-09-451804-7 |
| 6                                                                                        | 18 марта 2021 г.    | ISBN 978-4-09-451886-3 |
| Подзаголовок «Глава о прилунении, начало» (яп. 月面着陸編・上 Гэцумэн тякурику хэн Дзё:) |                     |                        |
| 7                                                                                        | 19 октября 2021 г.  | ISBN 978-4-09-453037-7 |
| Подзаголовок «Глава о прилунении, конец» (яп. 月面着陸編・下 Гэцумэн тякурику хэн Гэ)    |                     |                        |

Также 20 марта 2020 г. вышел спин-офф под названием «Превосходя ночь на Галактической железной дороге» (яп. 銀河鉄道の夜を越えて Гинга тэцудо: но ёру во коэтэ), ISBN 978-4-09-451831-3.

## Манга
Манга-адаптация, сюжет которой пишет Кэйсукэ Макино, а иллюстрирует Содзихогу, выходит на сайте Comic Days издательства Kodansha с 8 марта 2018 года. Манга не объявлена оконченной, хотя новые главы не загружают на сайт с конца 2018 г. из-за проблем со здоровьем художника. Единственный танкобон издан 14 ноября 2018 года. Однако после объявление исчезло с сайта, а в июле 2023 года появились новости о втором томе. Он издан 8 августа 2023 года.

## Аниме
О съёмке аниме по ранобэ объявили 17 марта 2021 года. Режиссёром назначен Акитоси Ёкояма, сценарий написал автор ранобэ Кэйсукэ Макино, дизайнером персонажей стал Хироми Като, а художником-постановщиком — Юдзи Канэко. Музыку к аниме написал Ясунори Мицуда, песню в открывающей заставке, «Hi no Tsuki» (яп. 緋ノ月 Хи но цуки, «Алая луна») исполняют Ali Project, в заключительной, «Arifureta Itsuka» (яп. ありふれたいつか Арифурэта ицука, «Замечательное когда-нибудь»), — Chima. На английском языке аниме транслирует сервис Funimation, на русском — Wakanim.
| 1 | Программа «Носферату»/ Nosferatu Project «Носуфэрату кэйкаку» (ノスフェラトゥ計画)                        | 3 октября 2021 года  |
| Серия начинается с показа полёта первого ИСЗ с животным — псом Ма́лым — на борту в 1957 году, затем обозревается космическая гонка СЦСР и СК Арнак. 10 октября 1960 года младшему лейтенанту ВВС СЦСР Льву Лепсу, резервному кандидату в космонавты, дают задание наблюдать и тренировать для испытательного пилотируемого полёта в космос вампиршу Ирину Луминеск. Несмотря на негласное правило «К подопытным относятся как к вещам», Лев изначально занимает более гуманную позицию, хотя другие кандидаты высмеивают Ирину, а селят его с ней в подземных одиночных камерах. По дороге туда Лев рассказывает Ирине, что, хотя в газетах и писали об успешном недельном полёте, Малый умер от перегрева при сбое систем лётной капсулы через несколько часов после запуска ИСЗ. | |                      |
| 2 | Путь становления космонавтом/ The Path to Becoming a Cosmonaut «Утю:хико:си э но мити» (宇宙飛行士への道) | 10 октября 2021 года |
| Несмотря на столкновение с предрассудками, Ирина самоотверженно готовится к своему полёту в космос. Лев и личный врач вампирши Аня Симонян привязываются к ней всё сильнее. Тем временем главный конструктор ракеты Слава Коровин совершенно небезосновательно советует директору тренировочной базы генералу-лейтенанту Виктору опасаться врагов не внешних, но внутренних. | |                      |
| 3 | Ночной полёт/ Night Flight «Якан хико:» (夜間飛行)                                                        | 17 октября 2021 года |
| Вождь СЦСР Гергиев отвергает предложение немедленно казнить Ирину после пилотируемого полёта в космос, не отказываясь от него наотрез. Его секретарша Людмила Халрова предлагает сослать противников в лагеря, а Ирине найти другое применение. В Альбинаре, на пусковой площадке ракет, происходит взрыв межконтинентальной баллистической ракеты, уносящий 500 жизней. В правительстве ходят слухи, что взрыв подстроен. Льву удаётся помочь Ирине побороть страх высоты, взяв её на борт двухместного самолёта. Вампирша справляется с совместным прыжком с парашютом, после которого Лев рассказывает ей, что рассказывающих правду в СЦСР ждёт наказание. Техник Франц советует Льву не привязываться к Ирине. | |                      |
| 4 | Клятва у озера/ A Promise by the Lake «Мидзууми но тикай» (湖の誓い)                                      | 24 октября 2021 года |
| Пуск ракеты с Ириной на борту назначают на 12 декабря, и за три оставшиеся недели из кабины убирают весь перевес, чтобы разместить больше систем жизнеобеспечения. 18 ноября привозят скафандр, и завидующая Роза напоминает Льву, что Ирину, если ей удастся вернуться на Землю живой, всегда могут устранить. Перед долгой тренировкой в изолированной барокамере Лев устраивает Ирине выходной в джаз-баре и на озере, где вампирша рассказывает, что вызвалась в программу добровольно, потому что верит в легенду о лунном происхождении вампиров. Льва же, распалившегося во время рассказа о своей идеалистической мечте не превращать космос в очередное поле боя, комендант общежития Наталья предостерегает от лишних высказываний, ведь никогда не угадаешь, кто из окружающих окажется «перевозчиком». | |                      |
| 5 | Тренировка порознь/ Training Separately «Ханарэбанарэ но кунрэн» (離ればなれの訓練)                       | 31 октября 2021 года |
| Пока Ирина находится в барокамере, Лев возвращается в отряд кандидатов в космонавты. В это время в Лайку-44 с проверкой приезжает Людмила. Она объявляет, что по плану «Мечта-6» шесть кандидатов станут космонавтами, и заверяет отряд, что строительство ракеты находится под полным контролем. Во время отработки прыжка с парашютом один из кандидатов, Юстин, входит в штопор и выбывает из программы. Людмила повышает Льва, снова делая его кандидатом. Когда Ирину выпускают из барокамеры, ей удаётся неплохо совершить одиночный прыжок с парашютом, но крушение корабля «Парусный-6», которое им с Львом пришлось лицезреть после посадки, и вид обгоревшей собаки-пассажира возвращают все её прежние страхи. Франц сообщает Льву, что скоро может уехать из города. | |                      |
| 6 | Принцесса вампиров/ Nosferatu «Кю:кэцу химэ» (吸血姫)                                                     | 7 ноября 2021 года   |
| Ирине снится, что она сгорает до угольков, как собака-космонавт, и она не может есть и спать, из-за чего ослабевает и попадает в лазарет. Прийти в себя ей помогает только кровь Льва, которую она высасывает прямо у него из руки. Коровин просит Гергиева отложить старт Ирины из-за низкого процента успешных пусков ракет, но тот отказывает. Втайне от всех Франц возится с центрифугой, после чего она сбоит, повышая нагрузку на проходящую тренировку на ней Ирину до 11G и отказываясь останавливаться, пока Лев не ломает механизм. Замдиректора центра подготовки Сагалевич обвиняет в сбое «нечистую» вампиршу и начинает её избивать. Когда Лев вступается за Ирину, Сагалевич сдаёт его охране. Лепса бросают в карцер, и Ирине приходится лететь на Альбинар без него. | |                      |
| 7 | На кухне с Ликорис/ Lycoris Cooking Show «Рикорису но рё:ри сё:» (リコリスの料理ショー)                   | 14 ноября 2021 года  |
| За сутки до полёта Ирине назначают позывной Ликорис и наказывают в случае проблем со здоровьем на орбите зачитать в радиоэфир рецепт чизбургера, в ином случае — борща. Льва же выпускает из карцера Наталья, оказавшаяся офицером КГБ. Она рассказывает ему про то, что, предварительно, Франца надоумил учёный, находящийся в трениях с Коровиным. Льва реабилитируют, а все документы, связанные с Францем, уничтожают; он становится «призраком». Лепс успевает на космодром к взлёту ракеты. В 6:00 ракета взлетает, но видеосвязь с Ириной почти сразу же пропадает, а на команды Коровина она не реагирует. Когда корабль оказывается на орбите, она, наконец, приходит в себя и зачитывает рецепт борща — пилот в порядке. Однако, желая поделиться с Львом радостным моментом, девушка добавляет от себя рецепт настойки, которую попробовала в джаз-баре, из-за чего чиновники едва не отдают приказ о её устранении. При возврате в атмосферу Ирина снова не отвечает, а из-за сбоя в работе тормозного двигателя кабина падает не в предполагаемом изначально месте. На поиски отправляется и Лев, он находит девушку живой. | |                      |
| 8 | Девичья молитва/ A Maiden's Prayer «Отомэ но инори» (乙女の祈り)                                          | 21 ноября 2021 года  |
| За заслуги Льва официально восстанавливают в качестве кадета. 26 и 27 января проводятся испытания, по результатам которых определится «Шестёрка мечты» — шесть кандидатов в космонавты. Ирину после полёта отвозят в Санград, где на секретном совещании вампирше обещают всякие блага, а вопрос об устранении оставляют на потом, чтобы понаблюдать за состоянием организма после космического полёта. Новый год Ирина с Аней встречают по обычаям Лилит: Симонян привозит для подопечной традиционное платье, а после девушки загадывают желание, бросив на лёд озера шишки. В конце января Лев и Аня устраивают для Ирины праздник в честь её полёта. | |                      |
| 9 | Белая Роза Санграда/ The White Rose of Sangrad «Сангура:до но Сиробара» (サングラードの白薔薇)            | 28 ноября 2021 года  |
| 30 января 1961 Соединённое Королевство запускает в космос шимпанзе по кличке Сэм, который благополучно возвращается на землю, чем злит Гергиева, но Коровин уверяет его, что корабль будет готов к весне. В тройку кандидатов в первые космонавты входят Лев, а также Михаил и Роза, сразу холодно отнесшиеся к поздравлениям первого. Подготовка становится сложнее, и к концу февраля во время тренировочного прыжка с парашютом Роза цепенеет от усталости, но Льву удаётся привести её в чувство, хотя после этого его парашют не раскрывается целиком, и Лепса спасает только то, что купол цепляется за ветки деревьев. Обоим дают три дня отпуска. Роза говорит Льву, что она на пределе и может выйти из программы, а ещё извиняется за все неудобства, нагоняи и подозрения с начала подготовки, в том числе перепалки с Ириной. Увидевшая их издали вампирша начинает ревновать Льва и тащит Аню с собой в город, где её чуть не давит машиной сотрудник КГБ, действующий по своей инициативе. По приказу Натальи его ловят и расстреливают. Ирину же с 1 марта должны перевести в Санград под командование Коровина для дальнейшего улучшения корабля, и Аня предлагает им втроём с Львом 28 февраля провести прощальный вечер, однако сама в этот день уезжает на парад Союзной армии. | |                      |
| 10 | Холодная весна/ A Cold Spring «Цумэтай хару» (冷たい春)                                                   | 5 декабря 2021 года  |
| Лев и Ирина проводят свидание, и на следующий день Луминеск с Аней уезжают в Санград. Пуск ракеты с человеком на борту изначально назначают на вторую декаду апреля, но космонавт ещё не выбран, однако по приезде в Санград (для истории хотят снять повседневную жизнь кандидатов здесь, так как существование Лайки-44 засекречено) операторы работают только с Львом и Михаилом — Розу, как та и боялась, вычеркнули сразу. Гуляющая в это время по городу Ирина издали замечает Льва, но агенты КГБ её не пропускают, да ещё и отчитывают Аню за то, что её подопечная осталась без наблюдения. К кадетам подходит Людмила и спрашивает, каким они видят первого в истории космонавта, и спустя несколько дней Виктор объявляет им, что первым космонавтом выбрали Льва, к ярости Михаила. Старт назначают на 12 апреля 1961 года, Лев получает позывной «Астра». Ирина же всё это время живёт в больнице, где над ней ставят опыты. Людмила решает сохранить ей жизнь, чтобы использовать для свержения старой системы и «перевозчиков». | |                      |
| 11 | Ложь и правда/ Lies and Truths «Усо то синдзицу» (嘘と真実)                                               | 12 декабря 2021 года |
| Перед полётом в космос Лев просит остановить автобус из-за желания сходить по-маленькому. Видя это, Михаил понимает, что сам сыграл бы идеал, а людям нужен такой же герой, как они сами, человечный, способный исполнить их мечты, и примиряется с Львом. В космосе Лев решает хоть как-то увековечить полёт Ирины и описывает Землю её словами. На следующий день он «витает в облаках»: беспокоится то о Коровине, которого не упомянули в газетах, то об Ирине, так как узнаёт, что она солгала ему о переводе в КБ-1. И Коровин, и Людмила при этом напоминают ему, что выбрали его за то, что он способен вести людей за собой, а Халровой нужна и революция. Она оставляет Льва писать речь. Глава КГБ сообщает подчинённым, что исполнение некоего приказа сверху назначено на 15:00 14 апреля, дня всесоюзного праздника в честь Льва. Аня говорит Ирине, что с этого же дня её отстраняют от наблюдения за вампиршей, и проклинает Союз, но тут же в её голове рождается некий план. | |                      |
| 12 | В новый мир/ To the New World «Синсэкай э» (新世界へ)                                                     | 17 декабря 2021 года |
| 14 апреля в 16:00 в Санграде начинается митинг в честь Льва. Учтя, что часть охраны больницы сняли ради обеспечения порядка на площади, Аня усыпляет охранника-«перевозчика» и под губительным для вампирши солнцем уводит Ирину к Мавзолею, где девушки слушают речь Льва. О случившемся в 15:00 становится известно в КГБ, а после докладывают Гергиеву на площадь. Прочтя часть одобренной речи, Лев вздыхает и раскрывает на весь мир правду об Ирине. Вампирше с Аней удаётся прорвать оцепление, и Гергиев даёт слово Луминеск. Под проклятия публики та рассказывает о своей мечте и том, как изменилось её отношение к людям благодаря Льву. Знакомые Ирины и правительство начинают аплодировать, и вскоре овации заглушают голоса недовольных. Затем слово берёт Гергиев, сообщая, что присутствие Ирины подразумевалось с самого начала, но она опоздала из-за КГБ, решившего её убить, тем самым намекая, что дни ведомства сочтены. Также он укалывает Арнак словами о том, что СЦСР пускает в космос любые расы, тогда так в СК процветает расизм. Лев понимает, что повёл себя именно так, как хотели Фёдор и Людмила, и остаётся недоволен своей ролью революционера. Вечером они с Ириной выходят на балкон, любуются Луной и мечтают о будущем, в котором разные страны будут работать в космосе сообща (в это время в формате слайдшоу показывают в числе прочего МКС и Кайэ с Бартом). | |                      |

## Реакция
Ранобэ получило 4 место в категории «бункобон» в каталоге Kono Light Novel ga Sugoi! за 2018 год.

## Критика
В обзоре первой серии критики сайта Anime News Network выставили ей от 2,5 до 3,5 звёзд из 5. Ричард Эйзенбейс отметил, что помещение сюжета в вымышленный мир позволило автору ввести вампиров и отойти от скрупулёзности в описании советской космической программы, а также таким образом оправдать культурные несоответствия с жизнью в реальном СССР, однако сериалу удалось правдоподобно отобразить человеческую натуру. Ребекка Силверман также отмечает понятное из контекста отношение учёных и кадетов к Ирине. Сюжетная завязка её заинтриговала, но меньше, чем развитие отношений Льва и вампирши, и недостаточно, чтобы ждать каждую новую серию. Николас Дапри счёл, что аниме чего-то недостаёт, особенно в плане подачи завязки. Однако вторая половина эпизода нравится ему больше, и он отмечает, что надеется на удачное продолжение сериала. Джеймс Беккет написал, что не знает, на кого было рассчитано это аниме: оно не ужасное, но и не настолько интересное, и критик считает, что его будут смотреть, когда закончатся остальные интересущие зрителя ленты. В своём обзоре на первые три эпизода Кристофер Феррис отвечает: аниме будет интересно тем, кто больше тяготеет к реализму, чем фэнтези, так как подробно описывает процесс подготовки космонавтов. Также он радуется, что зря опасался того, что на этом фоне история будет казаться сухой, потому что за персонажами интересно наблюдать, и общая миловидность Ирины оправдывает сразу же проникнувшихся к ней симпатией несмотря на приказы начальства Аню и Льва. Критик пишет, что при упоре на должные акценты аниме станет лучше, и ставит первым трём сериям 3,5 звезды из 5.